# Lady Windermeres Fächer (1949)
Lady Windermeres Fächer ist ein US-amerikanisches Filmdrama aus dem Jahr 1949 von Otto Preminger mit Jeanne Crain und Madeleine Carroll in den Hauptrollen. Der Film wurde von 20th Century Fox produziert und basiert auf dem gleichnamigen Bühnenstück von Oscar Wilde.

## Handlung
Im Jahr 1949 besucht die ältere Mrs. Erlynne in London eine Auktion, als sie einen der angebotenen Gegenstände, einen Fächer aus der Regency-Zeit, als ihren eigenen erkennt. Er war viele Jahre lang eingelagert und wird als herrenloses Eigentum aus einem zerstörten Gebäude verkauft. Der Auktionator teilt Mrs. Erlynne mit, dass sie ihn haben kann, wenn sie eine andere Person findet, die bestätigen kann, dass der Fächer ihr gehört. Mrs. Erlynne möchte den Fächer unbedingt zurückerhalten und sucht Lord Robert Darlington auf, der sich zunächst nicht an sie erinnert. Um sein Gedächtnis aufzufrischen, erzählt sie ihm, dass sie den Fächer gesehen hat, der einst der inzwischen verstorbenen Lady Margaret Windermere gehörte, in die Lord Darlington sehr verliebt war. Während sie zusammen durch die Straßen gehen, zeigt Mrs. Erlynne Lord Darlington, wo sie sich zum ersten Mal begegnet sind, ein Geschäft, das 1899 ein Juwelier namens Warrington’s war.
Mrs. Erlynne erzählt von dem Tag im Jahr 1899, als sie verzweifelt in den Laden kam, um ihre Ohrringe zu verkaufen. Während sie dort ist, hört sie Lord Arthur Windermere, der von Lord Darlington und ihrem Freund Cecil Graham begleitet wird, anordnen, dass ein Fächer, den er für seine Frau gekauft hat, mit ihrem Namen und ihrem Geburtsdatum beschriftet wird. Nachdem sie gegangen sind, erzählt Mrs. Erlynne dem Juwelier, dass Lord Windermere ihm das falsche Datum für den Geburtstag seiner Frau genannt hat. Als Lord Windermere zurückkommt, um dies zu bestätigen, erzählt Mrs. Erlynne ihm, dass sie das richtige Datum aus den Gesellschaftskolumnen der Zeitungen kenne. Später an diesem Tag bemerkt Margaret jedoch gegenüber ihrem Ehemann, dass ihr bevorstehender Geburtstagsball in den Zeitungen nicht erwähnt wurde. In der Gegenwart versucht Lord Darlington Mrs. Erlynne bei seinem Schneider Simpson zu entkommen, doch sie dringt in die Umkleidekabine ein und erzählt weiter.
Lord Windermere ist neugierig und besucht Mrs. Erlynne in ihrem Hotel, doch sie weigert sich, zu verraten, woher sie das Geburtsdatum seiner Frau kennt, und erklärt ihm, dass sie in die Londoner Gesellschaft eintreten möchte, um einen Ehemann zu finden. Mrs. Erlynne wird von Lord Augustus Lorton zu einem Fechtturnier eingeladen. Bevor der Wettkampf durch Regen unterbrochen wird, macht Lord Darlington Margaret Avancen. Kurz nach dem Turnier erfährt Lord Windermere, dass Mrs. Erlynne ein Haus auf seinen Namen gemietet hat. Als sie ihm mitteilt, dass sie vorhat, Lord Lortons Frau zu werden, sagt Lord Windermere ihr, dass sie die unverschämteste Frau sei, die er je getroffen habe. Von Gerüchten über Lord Windermere und Mrs. Erlynne ermutigt, versucht Lord Darlington weiterhin, Lady Windermere zu verführen. Schließlich informiert die Herzogin von Berwick Lady Windermere über die Affäre ihres Mannes mit Mrs. Erlynne, doch diese weigert sich zunächst, es zu glauben. Eine von Zweifeln geplagte Lady Windermere untersucht schließlich das Scheckbuch ihres Mannes und entdeckt darin Aufzeichnungen über mehrere Zahlungen an Mrs. Erlynne. Lord Windermere versucht zu erklären, dass er nichts Unrechtes getan habe, doch Margaret schwört, einen Weg zu finden, ihm für das, was er getan hat, wehzutun. Am nächsten Tag teilt Lord Windermere Mrs. Erlynne mit, dass sie aufgrund all der Gerüchte London verlassen müsse. Während er jedoch bei Mrs. Erlynne ist, kommt eine Einladung zum Ball von Margaret an. Lord Windermere, der die wahre Identität von Mrs. Erlynne kennt, gibt ihr einen Scheck über 10.000 Pfund.
Zurück in der Gegenwart enthüllt Mrs. Erlynne Lord Darlington, dass Margaret ihre Tochter sei, doch Lord Windermere war der einzige, der ihr Geheimnis kannte, denn um jung zu wirken, konnte sie nicht zugeben, dass sie eine erwachsene Tochter hatte. Mrs. Erlynne erzählt weiter. Auf dem Ball, nachdem Mrs. Erlynne sich Lady Windermere vorgestellt hat, erzählt Lord Darlington Margaret, dass er in sie verliebt ist und möchte, dass sie mit ihm geht. Als Mrs. Erlynne mit Lord Windermere tanzt und ihm erzählt, dass sie Lord Lorton praktisch in die Falle gelockt hat, verlässt Lady Windermere den Ball und geht allein zu Lord Darlingtons Haus. Mrs. Erlynne folgt ihr und rät ihr, zu ihrem Mann zurückzukehren, und versichert ihr, dass Lord Windermere Schecks im Auftrag von Lord Lorton ausgestellt hat, der versucht hat, seine Beziehung zu Mrs. Erlynne vor seiner Schwester, der Herzogin von Berwick, zu verheimlichen. Als Lord Darlington mit Lord Windermere, Lord Lorton und Cecil Graham zu einem Drink nach Hause zurückkehrt, verstecken sich die Frauen. Die Männer entdecken bald Margarets Fächer und Lord Windermere beschuldigt Lord Darlington, eine Affäre mit seiner Frau zu haben. Margaret entkommt und Mrs. Erlynne behauptet, der Fächer sei ihrer, wodurch sie in eine Affäre mit Lord Darlington verwickelt wird und ihre Aussichten bei Lord Lorton ruiniert. Am nächsten Morgen besucht Lady Windermere Mrs. Erlynne, um ihr für ihr Opfer zu danken. Mrs. Erlynne sagt, dass sie es ihr zurückzahlen kann, indem sie schweigt. Nachdem sie Mrs. Erlynne erzählt hat, dass ihr Vater an einem gebrochenen Herzen gestorben ist, nachdem ihre Mutter „gestorben“ ist, geht Margaret, ohne zu erfahren, dass Mrs. Erlynne ihre Mutter ist. Mrs. Erlynne beschließt, in London zu bleiben und zerreißt den Scheck, den Lord Windermere ihr gegeben hat. Später schickt Margaret ihr einen Strauß Rosen und den Fächer. Zurück im Schneiderladen lädt Lord Darlington Mrs. Erlynne zum Abendessen ein, und sie machen sich auf den Weg, um den Fächer im Auktionshaus abzuholen.

## Hintergrund
Gedreht wurde der Film von Anfang Juli bis Mitte August 1948 in den Fox-Studios in Century City.
Warner Bros. hatte Oscar Wildes Stück schon 1925 unter der Regie von Ernst Lubitsch produziert. Im Mai 1946 kündigte das Studio an, dass es eine zweite Version mit Bette Davis in der Hauptrolle drehen würde. Laut Dokumenten von 20th Century Fox kaufte Fox jedoch im Oktober 1947 über einen Vermittler die Rechte an dem Wilde-Stück von Warner Bros. für 25.000 Dollar (2024: ca. 352.000 Dollar). Das Stück war in den USA gemeinfrei, in Großbritannien und den meisten europäischen Ländern jedoch bis Dezember 1950 geschützt. Das Studio gab bekannt, dass Gene Tierney Lady Windermere spielen würde, die jedoch aufgrund einer Schwangerschaft absagen musste.
Leland Fuller und Lyle R. Wheeler oblag die künstlerische Leitung. Paul S. Fox und Thomas Little waren für das Szenenbild zuständig, René Hubert und Charles Le Maire für die Kostüme. Verantwortliche Toningenieure waren Roger Heman sr. und E. Clayton Ward. Fred Sersen schuf die Spezialeffekte. Musikalischer Direktor war Alfred Newman.
Für Madeleine Carroll war es die letzte Rolle in einem Kinofilm.

## Veröffentlichung
Die Premiere des Films fand am 2. April 1949 in New York statt. In Österreich kam er am 20. Mai 1955 in die Kinos.

## Kritiken
Der Filmkritiken-Aggregator Rotten Tomatoes hat in einer Auswertung ein Publikumsergebnis von 70 Prozent positiver Bewertungen ermittelt.
Bosley Crowther von der The New York Times bemängelte, dass der spröde Witz und die Satire von Mr. Wildes Konversationsstück bei der Herstellung dieses Films größtenteils verloren gegangen seien, mit Ausnahme einiger verstreuter Szenen, einer gelegentlichen epigrammatischen Bemerkung und des Schattens einer Figur. Dieser schön kostümierte Film, den Otto Preminger für Fox inszeniert und produziert hat, sei größtenteils eine seltsam einfallslose nostalgische Romanze.
Die Variety hingegen befand, dass die Verfilmung erfrischend sei und geschickt die Rückblendentechnik verwende, um die Geschichte des 19. Jahrhunderts zu erzählen.